# Гонбах
Гонбах (њем. Gonbach) општина је у њемачкој савезној држави Рајна-Палатинат. Једно је од 81 општинског средишта округа Донерсберг. Према процјени из 2010. у општини је живјело 514 становника. Посједује регионалну шифру (AGS) 7333027.

## Географски и демографски подаци
Гонбах се налази у савезној држави Рајна-Палатинат у округу Донерсберг. Општина се налази на надморској висини од 290 метара. Површина општине износи 2,9 km². У самом мјесту је, према процјени из 2010. године, живјело 514 становника. Просјечна густина становништва износи 175 становника/km².